# Залеский, Вацлав (1640—1687)
Вацлав Залеский из Отока (пол. Wacław Zaleski z Otoka; 1640—1687) — польский государственный деятель, подкоморий ленчицкий (1678—1687), младший хорунжий ленчицкий (1668—1678). Владелец имений Плешев и Остроруг.

## Биография
Представитель польского шляхетского рода Залеских герба Долэнга. Единственный сын Александра Залеского (1599—1651), референдария коронного, и Анны Дороты Валевской.
Член Садковского сеймика на сейме 1662 года, депутат Сродского сеймика на чрезвычайном сейме 1668 года и чрезвычайном отречении от престола 1668 года. Член Сейма созыва 1668 года от Серадзского воеводства. Он был членом всеобщей конфедерации, учрежденной 5 ноября 1668 года на этом сейме. Он поддержал избрание на польский трон Михала Михала Корибута Вишневецкого от Серадзского воеводства в 1669 году. Член чрезвычайного сейма 1670 года от Познанского и Калишского воеводств. Маршал лимитного сеймика в Садеке в 1671 году. В 1674 году он поддержал избрание на польский трон Яна III Собеского от Ленчицкого воеводства. Член Коронационного сейма 1676 года. Член парламента с 1677 года. Депутат Ленчицкого воеводства при Гродненском сейме в 1678—1679 годов.
Был женат на Эльжбете Горской (герб Лодзя), от брака с которой у него было четверо детей (Александр Филипп, Людвика, Станислав и София).